# Route nationale 632
Pour les articles homonymes, voir Route 632.
La route nationale 632 ou RN 632 était une route nationale française reliant Tarbes à Toulouse. À la suite de la réforme de 1972, elle a été déclassée en RD 632.

## Historique
- 1973 : Déclassement en route départementale, en tant que D 632, de l'intégralité du parcours.
- 2017 : Transfert de compétence à Toulouse Métropole sur son territoire. Elle y devient M 632[1].

## Ancien tracé de Tarbes à Toulouse

### De Tarbes à Plaisance-du-Touch (D 632)
- Tarbes
- Séméac / Aureilhan
- Sarrouilles
- Boulin
- Lizos
- Pouyastruc
- Castelvieilh
- Marseillan
- Chelle-Debat
- Osmets
- Luby-Betmont
- Vidou
- Trie-sur-Baïse
- Puydarrieux-Lapène
- Puntous
- Larroque
- Castelnau-Magnoac
- Betbèze
- Thermes-Magnoac
- Boulogne-sur-Gesse
- Puymaurin
- Lombez
- Savignac-Mona
- Bragayrac
- Sainte-Foy-de-Peyrolières
- Saint-Lys
- Fonsorbes
- Plaisance-du-Touch

### De Tournefeuille à Toulouse (M 632)

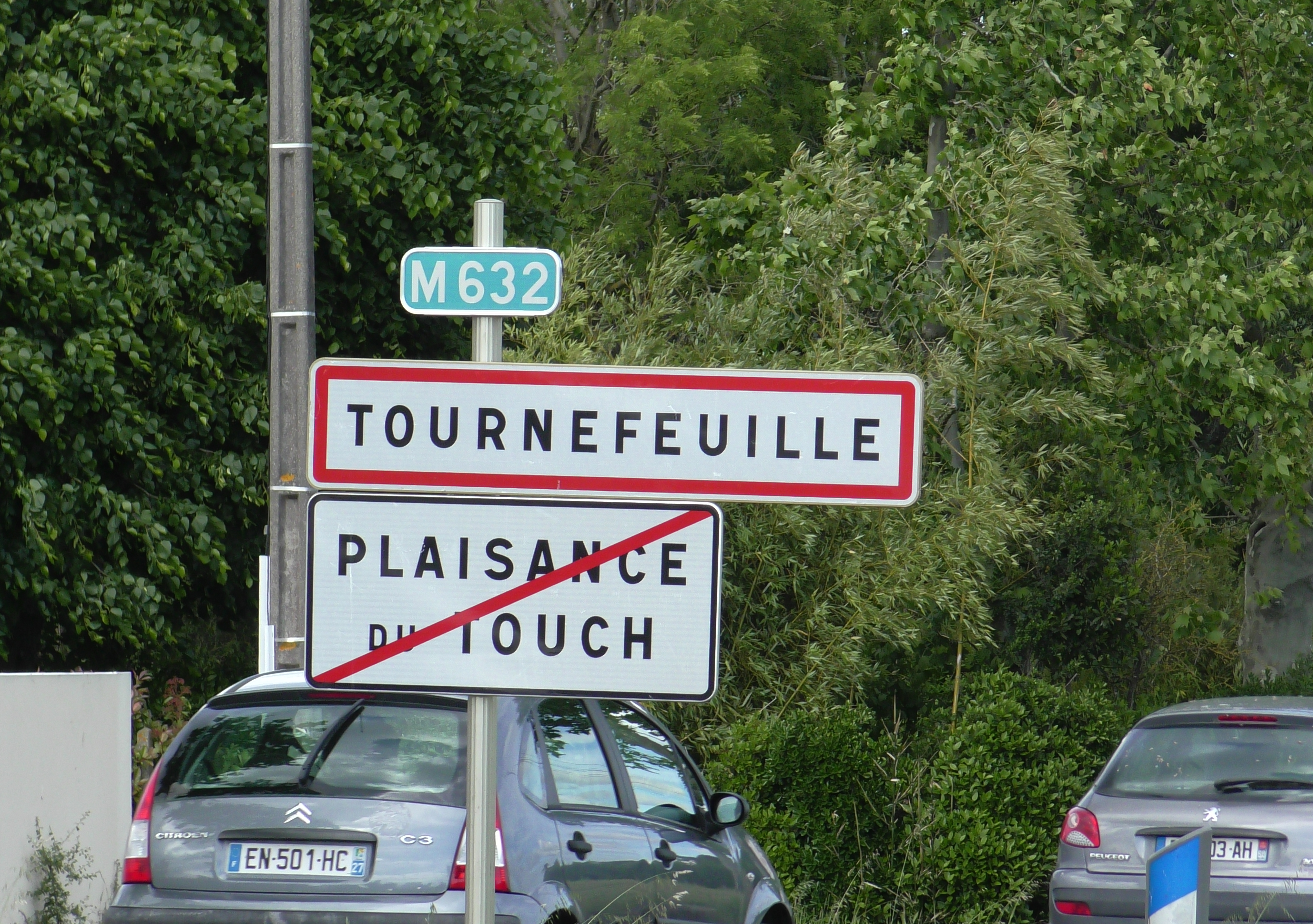
Début de la M632 à Tournefeuille.

- Tournefeuille
- Toulouse